# Juan de Dios Castro Lozano
Juan de Dios Castro Lozano (Torreón, Coahuila; 25 de marzo de 1942-Ciudad Lerdo, Durango; 24 de noviembre de 2020) fue un profesor, académico, abogado y político mexicano, miembro del Partido Acción Nacional. Se desempeñó como consejero jurídico del Ejecutivo federal de 2000 a 2003 y de 2005 a 2006 durante el sexenio de Vicente Fox.
Fue presidente de la Cámara de Diputados entre 2003 y 2004 durante la LIX Legislatura del Congreso de la Unión. También fue diputado federal en cinco ocasiones y una ocasión senador.

## Biografía
Ha realizado labores en pro de la educación en el Estado de Durango, al fundar en febrero de 1962 el Instituto Comercial Mexicano (ya desaparecido), en 1965 la Escuela Secundaria «Vasco de Quiroga» y en 1982 la Escuela Preparatoria «Vasco de Quiroga», todas en el Municipio de Lerdo.
Juan de Dios Castro es abogado egresado de la Universidad Autónoma de Coahuila, en donde también tiene una maestría, ha desempeñado su profesión en distintos organismos jurídicos del estado de Durango.
Miembro del PAN desde 1963, ha ocupado diversas posiciones en el Comité Ejecutivo Nacional y ha sido diputado federal plurinominal en cuatro ocasiones, en 1979 a la LI Legislatura, en 1985 a la LIII Legislatura, en 1991 a la LV Legislatura durante la cual fue Subcoordinador de la bancada del PAN y en 2003 a la LIX Legislatura, durante cuyo primer periodo fue Presidente de la Cámara de Diputados. Además fue Senador de la República por el estado de Durango de 1994 a 2000, en donde fungió como delegado ante el Parlamento Alemán y ante la Interparlamentaria Mundial en Santiago de Chile. 
En 2000 el presidente Vicente Fox lo designó como Consejero Jurídico de la Presidencia de la República, cargo que dejó al ser electo Diputado en 2003, pero retornó a él en 2005 y lo desempeñó hasta el fin del sexenio.
El 4 de enero de 2007 fue designado Subprocurador de Derechos Humanos, Atención a Víctimas y Servicios a la Comunidad de la Procuraduría General de la República.
Falleció el 24 de noviembre de 2020, debido a la enfermedad por coronavirus.